# 臼井亘理
臼井 亘理（うすい わたり）は、幕末の秋月藩家老。父は中小路の300石家老・臼井義左衛門。秋月藩唯一の開明派であり、藩内の守旧派から暗殺された。のちに嫡男・六郎が明治の世で最後の敵討ちをした事で知られる。

## 生涯
臼井家は黒田長政が新領主として筑前国入りした際、後藤又兵衛を通じて家臣に加わった一族で、以来要職を務めた家である。
亘理は文武に優れ、剣術・槍術・馬術など武芸を学び、学問は特に陽明学を修め、老儒近藤桝翁、開国近代化を説く中島衡平に学び影響を受ける。成人後に江戸に出て、佐藤一斎、大橋訥庵に学び、帰国後、藩校・稽古館の助教となる。
安政4年（1857年）、父の跡を継いで30歳で家督を相続。宗藩である福岡藩大組730石・喜多村弥右衛門の娘・清子を妻に迎え、嫡男・六郎、長女・つゆをもうける。

### 幕末動乱
10代藩主・黒田長元の覚えめでたく、物頭に取り立てられ、鉄砲組を率いる。1年後、馬廻頭に昇進。35歳で用役に抜擢され、藩政に参与するようになる。この頃、藩主の短期間での交代や、海賀宮門や戸原卯橘など、脱藩や尊攘運動で内外共に不穏な情勢であった。中央では公武合体論が唱えられた頃である。宗藩・福岡藩の藩主・黒田長溥は当時公武合体を推進していた島津家の養子である。
文久元年（1861年）、公用人兼長崎聞役となる。攘夷を成すには海外各国の事情を探求する必要があるとして、本職のまま長崎に出張した。他の大藩が学生を長崎に派遣して洋学を学ばせている事を知り、坂田諸遠を伴う。幕府が米国に咸臨丸を派遣し、諸藩が洋式兵制を採用している時勢を見て、亘理は若手の育成を計るべく長崎で漢訳の六合叢書（世界情報）、新舊約全書（聖典）・欧米の兵書・経世書など専門書を購入して藩に持ち帰り、吉田彦太夫と共に洋式兵制の採用を藩主・長元に進言した。秋月藩の砲術は八流あったが、300年前も前の火縄筒であった。亘理は藩士らの前で西洋銃隊の威力を説き、無謀に攘夷を成す事は国害を引き起こす事になると力説したが、海を見ることもない辺境の藩士たちは激しく反発した。
慶応2年（1866年）夏、12代藩主となった長徳は、開明派の宗藩主・黒田長溥から西洋軍法採用の話を聞き、秋月藩でも導入するべく11月に自ら藩士たちに通達し、亘理に西洋調練を始めることを命じた。亘理は長崎聞役の坂田九郎右衛門に師範の周旋を頼み、村次鉄之進が推薦され秋月藩に招かれた。11月12日、洋式訓練を開始する。
しかし、藩士たちは洋式兵導入、異国文化、藩政改革に猛反対であった。彼らは薩摩藩・長州藩を例に挙げて攘夷を唱えるが、両藩が薩英戦争や下関戦争を経て洋式の軍備を整えている事を知らず、実際に洋式銃と火縄銃の比較検討をさせてその性能差を見せても眼前の現実を受け入れず、ただ異国の排除を唱えるばかりの攘夷であった。そんな藩の雰囲気の中、亘理が西洋の軍装をしていた事も宮崎車之助ら攘夷派を刺激し、「亘理討つべし」との声まで上がった。亘理の開明的な施策に対する支持は、師である中島衡平や一部の藩士だけであった。

### 大政奉還
慶応3年（1867年）12月9日、王政復古の大号令が成され、翌慶応4年（1868年）正月3日、鳥羽・伏見の戦いで幕府方が敗れると、11日頃までに諸藩にその情勢が伝わった。秋月藩主長徳に京都新政府から出京の命が出るが、宗藩と共に様子見のため病気を称して上京しなかった。代わりに亘理を執政心得首座公用人に命じ、政治・外交・軍事の全権を任せて京都に派遣した。亘理は吉田彦太夫、神吉小介、阿部伝兵衛とともに1月末、秋月を立って2月8日に京都入りした。
京都の情勢は激しく変転し、年末には尊攘派と幕府方が拮抗していたが、年が明けると幕府の敗北で尊攘方一色となっていた。亘理は藩主の実家である土佐山内氏の用人・土方久元や三条家の執事・森寺国之助、公家の東久世通禧に会ってとりなしに務めたが、今や流れが尊攘方にある事を悟る。
亘理は開化党と言われ幕府の開国近代化推進を説いてきたが、幕府が倒れた今、家老として主家を守るため、新政府に従うべく、急ぎ藩主の上京を求めた。「以前の様子と異なり、もはや王政復古が成され、今その事業が始まっている。殿には上京してこの御一新の様子を確認しその後の処置を講じてほしい」という旨の手紙を、二条城の警護を解かれて秋月に戻る勇義隊の垂井半左衛門に託し、国家老・高橋次郎兵衛、井上庄左衛門に届けさせた。

### 秋月藩の反応
藩主長徳はようやく上京し、4月29日、亘理は大阪の藩邸で京都の情勢を逐一報告し、藩主より慰謝の言葉を受け安堵した。その翌日、またお召しがあり、そこには一同も集まっていて彼らの異様に冷たい目に何事かと落ち着かない亘理は、家老の田代四郎右衛門から呼び出しを受け、「亘理が所幹終われり、速やかに国に就くべし」と長徳からの帰国命令を伝えられる。
亘理は予想外の命令に戸惑うが、藩主一行が京都に向かう途中、黒崎の茶屋泊で供の者が亘理について藩主に讒言していた。亘理が上京した際、下関のある料亭で大いに気炎を上げた佐幕論を主張し、勤王派を悪し様にしたという。これが21歳の藩主長徳の心証を害し、京都の亘理を即刻帰藩させる事に決めたという。
亘理は藩のために奔走し、今後も働くつもりであったが、主命とあれば従うよりなかった。この亘理帰藩の命に、京都や大阪の知人らは同情し、亘理を京都に引き留めるべく斡旋した。宗藩である福岡藩の家老・馬場蒼心は亘理の能力を見込んで、今は京都に残って朝廷の職に就き、国家のために尽くすべき時で、それは執政・立花左衛門や藩主長溥も同様の考えであると引き留めた。この頃の福岡藩は勤王党を処分した事で、新政府から疑いをかけられ要人に会う事もできない厳しい立場であった。また人材を求める新政府側の公家・東久世通禧や大久保利通からも引き留めがあったという。なかには帰国取りやめを藩邸に申し入れる者もあり、これが藩主以下を内政干渉として怒らせた。時勢に疎い辺境の小藩首脳らには、一藩士の京都での活躍が、越権であるというのである。この帰国は、亘理の京都での活躍を快く思わない藩の守旧派の謀略であった。

### 亘理暗殺
亘理は各所に挨拶して5月5日、京都を発った。周囲の意見から身の危険も感じたが、藩に戻って身命をかけて緊迫した情勢を説き、首脳部やいきり立つ青年党をなだめて藩論を統一し、朝廷側に仕えようと秋月に戻った。
5月23日夕刻、臼井家に戻った亘理は、妻・清子、父母や長男の六郎、娘のつゆら家族の出迎えを受けて無事の帰宅を喜んだ。その日は、親戚知人も駆けつけて久しぶりの帰国を祝う宴となった。
客人が去り夜になると、妻の清子と寝所に入った。酒に酔って深く寝入った所を干城隊に襲撃され、亘理が熟睡している事を確かめた山本克己（一瀬直久）によって刀を突き立てられ、首を刎ねられた。清子は夫を助けようと一瀬の手首に噛みついて抵抗したが、その背中から頭部にかけて萩谷伝之進が滅多斬りにして惨殺した。同じ夜、師である中島衡平も干城隊によって惨殺された。

### 裁定
亘理暗殺の早飛脚を受けた藩主長徳は、京都政府に願い出て家老の田代四郎右衛門を伴い秋月に戻った。臼井家の遺族は藩庁に訴え出るが、裁定する立場の執政・吉田悟助が干城隊の総督であり、隊長の万之助はその長男である。その後詮議により、7月8日、藩庁より臼井は不行き届きにつき断絶すべく処、格別の思し召しを以て家督を許すという罪人のような扱いを受け、暗殺者側にはお咎めなしという、理不尽な裁定であった。家老・吉田悟助、田代四郎右衛門が暗殺者側であり、そもそもこの暗殺を仕組んだのは吉田悟助とも、藩主長徳の意向ともいわれる。

## その後の秋月

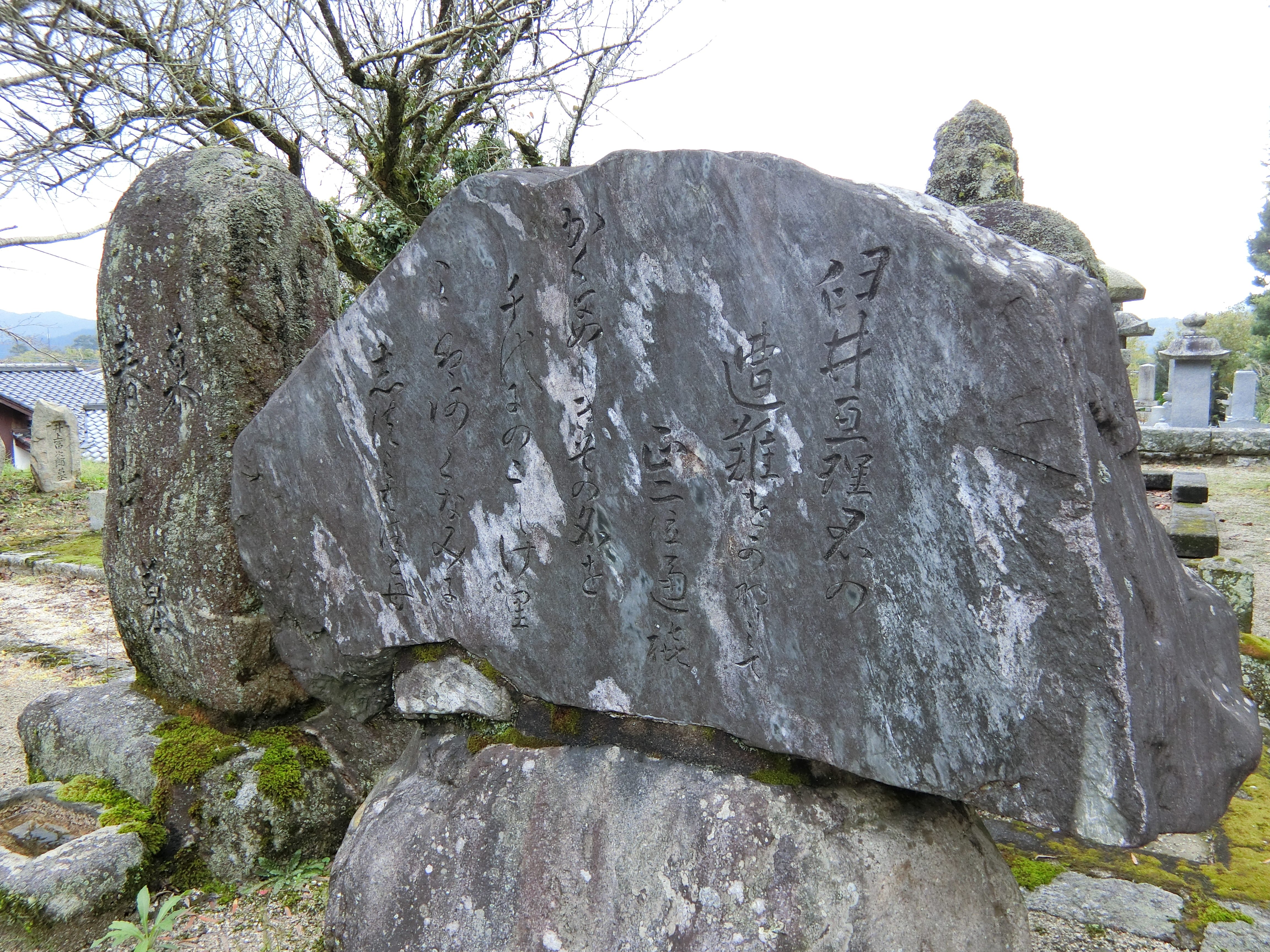
東久世通禧の歌碑

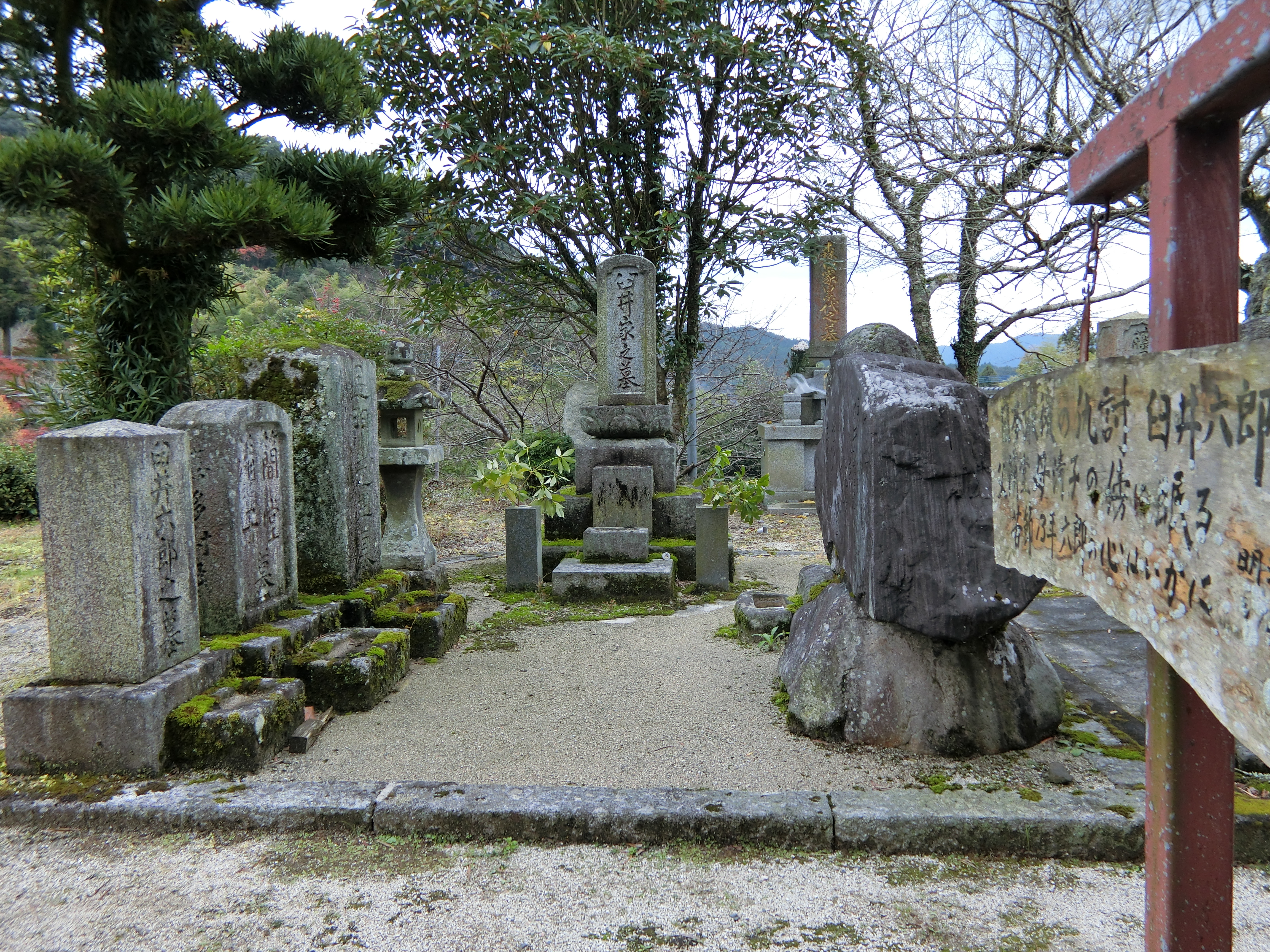
古心寺の臼井家墓

亘理暗殺について岩倉具視から下問があるなど、新政府に人脈がある唯一の人物で、その能力を見込まれていた亘理を自ら葬った秋月藩は、その後激動の時勢に取り残され、やがて藩士は秋月の乱を起こすに至る。秋月から新政府に出仕したのは亘理が長崎に同伴した坂田諸遠のみであった。
朝倉市秋月古心寺の臼井家墓所には、亘理が自称した「簡堂」と刻まれた墓の向かいに、親交のあった東久世通禧（七卿落ちの1人）が亘理を惜しんで詠んだ歌碑が建っている。
「臼井亘理の遭難をかなしみて かぐわしき その名を千代に のこしけり　なはあだなみに　しずみはつとも」
さらに後の明治13年（1880年）、亘理の遺児・六郎が父を殺した一瀬直久を討つ事件が起こり、最後の敵討ちとして明治の世に知られる事になる。